# MUSA (sintetizzatore)

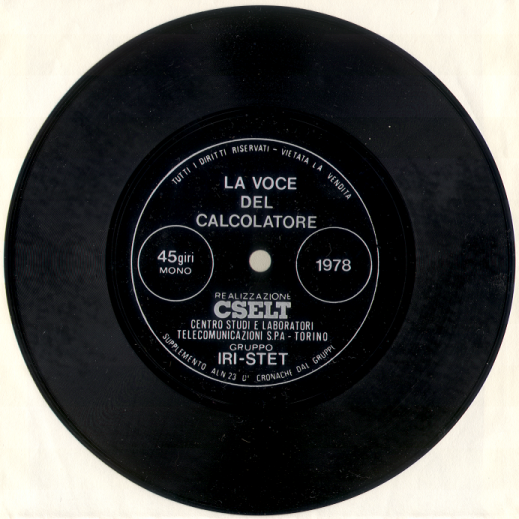
Disco contenente la canzone Fra Martino campanaro cantata da MUSA nel 1978

MUSA (MUltichannel Speaking Automaton) è stato un pionieristico prototipo di sistema informatico specializzato nella sintesi vocale, il cui studio è iniziato nel 1975. MUSA è stato uno dei primi sistemi di sintesi TTS (text-to-speech) in real time e il primo per la lingua italiana.

## Descrizione
Il sistema consisteva in un computer stand-alone dotato di un software specializzato nella sintesi vocale con uso di tecnologia a difoni.
Esso era capace sia di parlare in italiano con voce robotica intellegibile che di cantare con 8 canali in parallelo, con uso di tecniche linear predictive coding.
Nel 1978 fu pubblicato, dopo la costruzione di un prototipo funzionante, un disco da 45 giri contenente una dimostrazione di tale tecnologia di sintesi, inclusa la canzone Fra Martino Campanaro cantata a cappella in allegato ad alcune riviste per il grande pubblico.
Con questo progetto del gruppo di ricerca sulle tecnologie vocali del centro di ricerca CSELT di Torino (gruppo diretto dall'ingegner Giulio Modena e più tardi divenuto lo spin-off Loquendo), il centro dimostrò essere l'unica realtà industriale al mondo in quel periodo, oltre ad AT&T, a disporre di una tecnologia di sintesi vocale di interesse industriale.